# Austrolycus laticinctus
Austrolycus laticinctus är en fiskart som först beskrevs av Berg, 1895.  Austrolycus laticinctus ingår i släktet Austrolycus och familjen tånglakefiskar. Inga underarter finns listade.